# Eva Kolstad
Eva Lundegaard Kolstad (Halden, 6 de mayo de 1918 - Oslo, 26 de marzo de 1999) fue una política noruega, ministra del gobierno del Partido Liberal, y una figura central en la historia de la igualdad de género tanto en Noruega como en el ámbito internacional. Se desempeñó como Presidenta de la Asociación Noruega por los Derechos de las Mujeres (1956–1968), miembro y vicepresidenta de la Comisión de las Naciones Unidas sobre la Condición Jurídica y Social de la Mujer (1969–1975), Ministra de Administración del Gobierno y Asuntos del Consumidor de Noruega en el Gabinete de Korvald ( 1972–1973), líder del Partido Liberal (1974–1976) y como Defensora del Pueblo de Igualdad de Género de Noruega (1978–1988), siendo la primera persona que asumió un puesto de defensor del pueblo de igualdad de género en todo el mundo. Contribuyó significativamente al desarrollo de las políticas de igualdad de género de las Naciones Unidas . 

## Biografía
Eva Kolstad nació en 1918 en Halden, Noruega. Trabajó como maestra de contabilidad antes de ser activa en la causa de los derechos de las mujeres.
Kolstad fue la líder del Partido Liberal de 1974 a 1976, convirtiéndose en la primera mujer líder del partido en Noruega. También fue la primera defensora del pueblo para la igualdad de género ( likestillingsombud ) en Noruega y, en gran medida, en el mundo. Fuera de la política, trabajó como contadora.
Fue una candidata menor en las elecciones de 1953, y no fue elegida.  Sirvió como representante adjunta al Parlamento de Noruega de Oslo durante los mandatos 1957 – 1961 y 1965 – 1969.  Mientras tanto, quedó en segundo lugar detrás de Helge Seip en la votación liberal en las elecciones de 1961, pero los liberales no tenían diputados elegidos.  Fue Ministra de Administración y Asuntos del Consumidor en 1972 – 1973 durante el gabinete Korvald . A nivel local, fue miembro del comité ejecutivo del ayuntamiento de Oslo de 1960 a 1975.
Kolstad fue comandante de la Orden de San Olav y recibió la Medalla de San Hallvard en 1986.

## Vida personal
Estaba casada con el abogado y subdirector general del Ministerio de Justicia, Ragnar Kolstad. Su suegro fue el primer ministro Peder Kolstad .